# Alpinia graminifolia
Alpinia graminifolia är en enhjärtbladig växtart som beskrevs av Ding Fang och G.Y.Lo. Alpinia graminifolia ingår i släktet Alpinia och familjen Zingiberaceae. Inga underarter finns listade i Catalogue of Life.